# 2023년 비디오 게임
2023년 비디오 게임 산업에서 개발사와 배급사들 내에서 격변이 일어났다. 마이크로소프트는 전세계의 규제기관을 설득하는 데 성공해, 미화 690억 달러를 지불하는 액티비전 블리자드 인수를 완료했다. 임브레이서 그룹은 몇 년간의 인수난발 끝에 추측치 20억 달러에 달하는 계약에 실패하면서 산하 개발사 다수가 구조조정이나 폐업했다. 2023년 IT업계에서 발생한 직원해고경향이 게임 산업에서도 이어져 유니티, 에픽게임즈, 번지와 유비소프트에서도 정리해고가 발생했다.

## 최상위 게임

### 전폭적 호평 게임
다음은 메타크리틱 기준 최상위 점수를 기록한 게임 목록이다. 확장팩이나 재출시판도 포함한다.
| 제목                                                   | 개발사                              | 배급사                       | 출시일    | 기종 | 평균점수 |
| ------------------------------------------------------ | ----------------------------------- | ---------------------------- | --------- | ---- | -------- |
| 젤다의 전설 티어스 오브 더 킹덤                        | 닌텐도 기획제작본부                 | 닌텐도                       | 5월 12일  | NS   | 96       |
| 발더스 게이트 3                                        | 라리안 스튜디오스                   | 라리안 스튜디오스            | 8월 3일   | PC   | 96       |
| 더 위쳐 3: 와일드 헌트 - 컴플리트 에디션               | CD 프로젝트 레드                    | CD 프로젝트                  | 1월 26일  | XSX  | 94       |
| 메트로이드 프라임 리마스터드                           | 레트로 스튜디오스                   | 닌텐도                       | 2월 8일   | NS   | 94       |
| 바이오하자드 RE:4                                      | 캡콤                                | 캡콤                         | 3월 24일  | PS5  | 93       |
| 테트리스 이펙트: 커넥티드                              | 몬스타즈, 레조네어, 스테이지 게임스 | 인핸스드 게임스              | 2월 22일  | PS5  | 93       |
| 제노블레이드 크로니클스 3: 익스팬션 패스 - 새로운 미래 | 모놀리스 소프트                     | 닌텐도                       | 4월 25일  | NS   | 92       |
| 슬레이 더 프린세스                                     | 블랙 태비 게임스                    | 블랙 태비 게임스             | 10월 23일 | PC   | 92       |
| 스트리트 파이터 6                                      | 캡콤                                | 캡콤                         | 6월 2일   | PC   | 92       |
| 코쿤                                                   | 지오메트릭 인터랙티브               | 안나푸르나 인터랙티브        | 9월 29일  | PS5  | 92       |
| 슈퍼 마리오브라더스 원더                               | 닌텐도 기획제작본부                 | 닌텐도                       | 10월 20일 | NS   | 92       |
| 터보 오버킬                                            | 트리거 해피 인터랙티브              | 아포지 엔터테인먼트          | 7월 18일  | PC   | 91       |
| 씨 오브 스타즈                                         | 사보타주 스튜디오                   | 사보타주 스튜디오            | 8월 29일  | NS   | 91       |
| 바이오하자드 RE:4 - 새퍼럿 웨이즈                      | 캡콤                                | 캡콤                         | 9월 21일  | PC   | 91       |
| 디아블로 IV                                            | 블리자드 팀 3, 블리자드 올버니      | 블리자드 엔터테인먼트        | 6월 6일   | XSX  | 91       |
| 사이버펑크 2077: 팬텀 리버티                           | CD 프로젝트 레드                    | CD 프로젝트                  | 9월 26일  | XSX  | 90       |
| 데이브 더 다이버                                       | 민트로켓                            | 민트로켓                     | 6월 28일  | PC   | 90       |
| 고스트 트릭                                            | 캡콤                                | 캡콤                         | 6월 30일  | PC   | 90       |
| 모스: 북 II                                            | 폴리아크                            | 폴리아크                     | 2월 22일  | PS5  | 90       |
| 비디오버스                                             | 킨모쿠                              | 킨모쿠                       | 8월 7일   | PC   | 90       |
| 페르소나 4 골든                                        | 아틀러스                            | 세가                         | 1월 19일  | NS   | 90       |
| 로그 레거시 2                                          | 셀러 도어 게임스                    | 셀러 도어 게임스             | 6월 20일  | PS5  | 90       |
| 퀘이크 II - 인핸스드 에디션                            | 나이트다이브 스튜디오스             | 베데스다 소프트웍스          | 8월 10일  | PC   | 90       |
| 더 메이킹 오브 가라테카                                | 디지털 이클립스                     | 디지털 이클립스              | 8월 29일  | PC   | 90       |
| 잭 잔                                                  | 브로콜리                            | 아크시스 게임스              | 6월 15일  | NS   | 90       |
| 스파이더맨 2                                           | 인섬니악 게임스                     | 소니 인터랙티브 엔터테인먼트 | 10월 20일 | PS5  | 90       |
| 텐츠 & 트리스                                          | 프로잭스 게임스                     | 프로잭스 게임스              | 3월 14일  | NS   | 90       |
| 웍커바웃 미니 골프                                     | Mighty Coconut, LLC                 | Mighty Coconut, LLC          | 5월 11일  | PS5  | 90       |